# Linglong (köpinghuvudort i Kina, Shandong Sheng, lat 37,41, long 120,47)
Linglong (kinesiska: 玲珑, 玲珑镇) är en köpinghuvudort i Kina. Den ligger i provinsen Shandong, i den östra delen av landet, omkring 320 kilometer öster om provinshuvudstaden Jinan. Antalet invånare är 27 888. Befolkningen består av 14 005 kvinnor och 13 883 män. Barn under 15 år utgör 11,0 %, vuxna 15-64 år 75 %, och äldre över 65 år 13,0 %.
Runt Linglong är det tätbefolkat, med 442 invånare per kvadratkilometer. Närmaste större samhälle är Luofeng, 7,0 km sydväst om Linglong. Trakten runt Linglong består till största delen av jordbruksmark.
Genomsnittlig årsnederbörd är 747 millimeter. Den regnigaste månaden är juli, med i genomsnitt 283 mm nederbörd, och den torraste är januari, med 11 mm nederbörd.